# Michelangelo Tonti
Michelangelo Tonti, detto cardinal Nazareno (Rimini, 1566 – Roma, 21 aprile 1622), è stato un cardinale e arcivescovo cattolico italiano.

## Biografia
Nacque a Rimini nel 1566.
Papa Paolo V lo elevò al rango di cardinale nel concistoro del 24 novembre 1608.
Morì il 21 aprile 1622 all'età di 56 anni.

## Genealogia episcopale
La genealogia episcopale è:
- Cardinale Guillaume d'Estouteville, O.S.B.Clun.
- Papa Sisto IV
- Papa Giulio II
- Cardinale Raffaele Sansone Riario
- Papa Leone X
- Papa Clemente VII
- Cardinale Antonio Sanseverino, O.S.Io.Hieros.
- Cardinale Giovanni Michele Saraceni
- Papa Pio V
- Cardinale Innico d'Avalos d'Aragona, O.S.Iacobi
- Cardinale Scipione Gonzaga
- Patriarca Fabio Biondi
- Cardinale Michelangelo Tonti

La successione apostolica è:
- Cardinale Filippo Filonardi (1608)
- Cardinale Domenico Rivarola (1608)
- Vescovo Giovanni Battista Biglia (1609)
- Arcivescovo Volpiano Volpi (1609)
- Vescovo Francesco Mottini (1609)
- Arcivescovo Benedetto Ala (1610)
- Vescovo Luca Semproni (1610)
- Vescovo Giovanni Canauli (1610)
- Vescovo Giovan Francesco Morta (o Mirto), C.R. (1611)
- Vescovo Antonio Ricci (1611)
- Vescovo Gregorio Carbonelli, O.M. (1611)